# Druzische vlag

Druzische vlag

Druzenster

De druzische vlag bestaat uit vijf kleuren: groen, rood, geel, blauw en wit. Iedere kleur is gerelateerd aan een bepaald principe. Het geheel kan ook worden weergegeven als vijfpuntige ster. Dit is waarschijnlijk de reden waarom het getal '5' een speciale betekenis heeft in de religieuze druzengemeenschap.
Elk van deze principes wordt geassocieerd met een kleur:
- Groen: staan voor de universele geest of intelligentie (al-Aql);
- Rood: staan voor de universele ziel (al-Nafs);
- Geel: staan voor het woord of werkwoord (al-Kalima);
- Blauw: staan voor de rechtervleugel of de vorige (al-Saabiq);
- Wit: staan voor de linkervleugel of de volgende (al- Laahiq).

Deze kleuren kunnen worden gerangschikt in verticale of horizontale strepen of in een vijfpuntige ster (de Druzenster).
Volgens onderzoeker Akram Hassoun hebben deze kleuren een diepgewortelde monotheïstische en sektarische betekenis en drukken ze filosofische aannames, rituele dimensies en symbolische connotaties uit. Volgens onderzoeker Akram Hassoun is de vlag voor de Druzen een historisch religieus symbool, maar wordt hij niet beschouwd als een nationaal of politiek symbool omdat het kader van de Druzen religieus en niet politiek is, omdat de Druzen op geen enkele manier, gebaseerd op hun nationalisme en religieuze overtuigingen, streven naar de oprichting van een staat of een enkele entiteit waarvoor de vlag een symbool zou zijn, dus blijft de bestaande vlag alleen een religieus of tribaal symbool.
Hoofdartikel: Vlaggen van de wereld      Portaal: Vlaggen en wapens
Vlaggen van A tot Z · Historische vlaggen · Handelsvlaggen van de wereld · Marinevlaggen van de wereld · Vlaggen van staten met beperkte erkenning · Vlaggen van internationale organisaties · Vlaggen van gebieden met separatistische of irredentistische bewegingen · Vlaggen van hoofdsteden · Vlaggenlijsten per land · Vlaggen van afhankelijke gebieden · Vlaggen van subnationale entiteiten · Vlaggen van gemeenten · Vlaggen van micronaties · Taalvlag
Zie ook: Vexillologie · Vlag · Vlaginstructie · Wimpel